# Tom Mankiewicz
Thomas Frank Mankiewicz (Los Angeles, 1º giugno 1942 – Los Angeles, 31 luglio 2010) è stato uno sceneggiatore, regista e produttore cinematografico statunitense, principalmente noto per aver scritto tre film di James Bond e due film su Superman.

## Biografia
Figlio del regista Joseph L. Mankiewicz, Tom Mankiewicz inizia la sua carriera partecipando come assistente di produzione a I Comancheros (1961), diretto da Michael Curtiz. Nel 1963 collabora con Stuart Millar e Lawrence Turman alla realizzazione di L'amaro sapore del potere.
Dal 1971 al 1974 scrive le sceneggiature di tre film di James Bond (Una cascata di diamanti, Vivi e lascia morire e L'uomo dalla pistola d'oro).
Nel 1978 viene scelto da Richard Donner per scrivere Superman, e per il personaggio scriverà anche il seguito Superman II (1980), diretto da Richard Lester.
Tra le molte pellicole sceneggiate e dirette, Mankiewitz è stato anche consulente creativo della serie televisiva degli anni ottanta Cuore e batticuore con Robert Wagner e Stefanie Powers, di cui ha anche diretto alcuni episodi.
È morto per un tumore al pancreas il 31 luglio 2010 all'età di 68 anni.

## Filmografia

### Sceneggiatore
- L'onda lunga (The Sweet Ride), regia di Harvey Hart (1968)
- Agente 007 - Una cascata di diamanti (Diamonds Are Forever), regia di Guy Hamilton (1971)
- Agente 007 - Vivi e lascia morire (Live and Let Die), regia di Guy Hamilton (1973)
- Agente 007 - L'uomo dalla pistola d'oro (The Man with the Golden Gun), regia di Guy Hamilton (1974)
- Codice 3: emergenza assoluta (Mother, Jugs & Speed), regia di Peter Yates (1976)
- Cassandra Crossing (The Cassandra Crossing), regia di George Pan Cosmatos (1976)
- La notte dell'aquila (The Eagle Has Landed), regia di John Sturges (1976)
- La spia che mi amava (The Spy Who Loved Me), regia di Lewis Gilbert (1977) - non accreditato
- Abissi (The Deep), regia di Peter Yates (1977) - non accreditato
- Superman (Superman: The Movie), regia di Richard Donner (1978)
- Moonraker - Operazione spazio (Moonraker), regia di Lewis Gilbert (1979) - non accreditato
- Superman II, regia di Richard Lester (1980) - non accreditato
- Wargames - Giochi di guerra (WarGames), regia di John Badham (1983) - non accreditato
- Gremlins, regia di Joe Dante (1984) - non accreditato
- Per piacere... non salvarmi più la vita (City Heat), regia di Richard Benjamin (1984) - non accreditato
- Ladyhawke, regia di Richard Donner (1985)
- Pericolosamente insieme (Legal Eagles), regia di Ivan Reitman (1986) - non accreditato
- La retata (Dragnet), regia di Tom Mankiewicz (1987)

### Regista
- La retata (Dragnet) (1987)
- Fuori di testa (Delirious) (1991)

### Produttore
- Codice 3: emergenza assoluta (Mother, Jugs & Speed), regia di Peter Yates (1976)
- Su e giù per i Caraibi (Hot Pursuit), regia di Steven Lisberger (1987) - Produttore esecutivo